# Pierre Coquelin de Lisle
Pierre Coquelin de Lisle (Lilla, 19 luglio 1900 – Ivry-sur-Seine, 22 luglio 1980) è stato un tiratore a segno francese.

## Palmarès

### Olimpiadi
- 1 medaglia:
  - 1 oro (Parigi 1924 nella carabina 50 metri a terra)